# Digital Data Communications Message Protocol
Digital Data Communications Message Protocol (DDCMP) ist ein Netzwerkprotokoll, das von der Digital Equipment Corporation im Jahre 1974 entwickelt wurde, um die Kommunikation über Punkt-zu-Punkt-Verbindungen für das DECnet Phase I Netzwerkprotokoll zu ermöglichen.
Das Digital Data Communications Message Protocol, oder kurz DDCMP, ist ein älteres, zeichenorientiertes Protokoll. Es ist immer noch wichtig, wird aber zunehmend durch leistungsfähigere, bitorientierte Protokolle wie HDLC (High-Level Data Link Control) und SDLC (Synchronous Data Link Control) abgelöst.
DDCMP kann auf synchronen und asynchronen Leitungen verwendet werden, im Halb- und Vollduplexbetrieb, sowie bei Punkt-zu-Punkt- und Mehrpunktverbindungen.
Es verwendet drei Klassen von Blöcken für Information, Wartung und Überwachung. Die Fehlerkontrolle geschieht getrennt für die Kopf- und Nutzdaten. Das Protokoll ist Byte-count-orientet, was bedeutet, dass im Kopf die Bytelänge explizit angegeben wird.
Das Protokoll gehört zur Sicherungsschicht und ist somit Teil des OSI-Schichtmodells.